# Marathariket

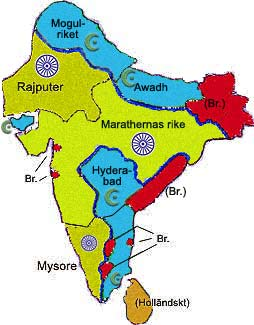
Marathariket som störst, 1790

Marathariket, eller Mahrattariket, var ett kungarike i Indien. Riket grundades av Shivaji 1674 och fanns kvar tills det besegrades av britterna 1818. Riket dominerades av de etniska maratherna, den nuvarande majoritetsbefolkningen i indiska delstaten Maharashtra.

## Historik
Marat, som är en indoarisk folkgrupp, hade sitt ursprungliga bosättningsområde runt staden Pune (Poona), varifrån de försökte bekämpa de muslimska herrarna i Delhi. Maratherna vann stort stöd från den hinduiska befolkningen i Indien, eftersom man gick i strid med muslimerna under fältrop som "frihet", "självbestämmande" och "skydda kon" (en ko är ett heligt djur i hinduismen). Efterhand förlorade dock maratherna stöd från andra folkgrupper i Indien, eftersom man kom att uppfattas i första hand ett rike för etniska marather (de flesta marather var i grunden "sudras", medan många av dess makthavare var "brahminer").
Under Shivaji blev maratherna en politisk kraft att räkna med. Man grundade formellt ett kungarike under Shivaji, som utropades som "Universums herre". Man blev allt aggressivare mot stormogulens trupper och vägtransporter, ofta med användning av en renodlad gerillataktik. 
Stormogulen Aurangzeb gick slutligen till samlat militärt angrepp mot maratherna i södra och mellersta Indien, och besegrade följdriktigt maratherna när det kom till öppen strid. Marathernas gerillataktik rådde man dock inte på, och till sist blev bekämpandet av gerillagrupperna så kostsamt att stormogulen tvingades kompromissa med maratherna. Dessutom undergrävdes mogulriket, genom att de religiöst präglade striderna störde harmonin i mogulriket, där ju också den stora majoriteten var hinduer.
Redan under Aurangzebs tid vid makten försvagades mogulriket i centrala Indien, och maratherna hade erövrat stora territorier 1680. Efter Shivajis död kunde man dock inte hålla samman, utan marathernas rike blev mer av en lösligt sammansatt konfederation styrd på federal nivå av Peshwa (premiärministern), och en kung utan egentlig makt. 
Maratherna stod på höjden av sin militära makt 1761, vilket bidrog till att man dristade sig att anfalla afghanerna, vilket ledde till en katastrofal förlust för maratherna i slaget vid Panipat. Maratherna kunde ändå bjuda britterna hårt motstånd under de närmaste decennierna, och det var inte förrän 1818 man slutligt besegrats militärt. Den marathiska adeln bidrog sedan till motståndet mot britterna under Sepoyupproret 1857.

## Regentlängd
- Shivaji Bhosle (1627-1680)

Inledde sin kamp mot stormogulerna 1657, när han plundrade Ahmednagar. Krönt till kejsare 1673.
- Sambhaji, son till Shivaji, (1680-1689), avrättad av Aurangzeb.
- Rajaram, Sambajis yngre bror, (1689-1700)
- Shahu, son till Rajarams änka Tarabai, som var regent under hans omyndighet (1700-1712), död i smittkoppor.

Peshwedynastin
- Balaji Vishwanath, Shahus premiärminister, (1712-1721).

Från 1718 var stormogulerna beroende av hjälp från maratherna.
- Bajirao Peshwa, 1721-1740.

Flyttade huvudstaden till marathernas Pune, från Rajgad, den stad Shivaji lät bygga. Erövrade Malwa 1734 och bekämpade framgångsrikt Portugal i fientligheter 1739.
- Nanasaheb Peshwa, (1740-1761).

1751 anfölls maratherna av mogulriket, stödda av Frankrike och med franskt artilleri. 1756 förstördes marathernas flotta av britterna. 1761 förlorade maratherna 100 000 man i slaget vid Panipat.
- Madhavrao Peshwa, (1761-1772).

Hyderabad och Nagpur besegrades militärt.
- Narayanrao Peshwa, (1772-1773).
- Madhaorao Peshwa, (1774-1795).

Dynastiska strider, maratherna lyckas tillfälligt hejda britternas expansion i Indien.
- Bajirao Peshwa II, (1795-1802).

Fortet i Ahmednagar togs av britterna 1803, och i fortsättningen kom maratherna inte att ha någon kontroll över sitt kärnområde i Maharashtra.